# بازگشت به انگلستان
مسافرت در انگلستان (فرانسوی: Voyage à reculons en Angleterre et en Ecosse‎) کتابی است که در سال‌های ۱۸۵۹ و ۱۸۶۰ توسط ژول ورن نویسنده فرانسوی نوشته شد ولی نخستین بار در سال ۱۹۸۹ چاپ شد.
این کتاب داستان مسافرت دو مرد فرانسوی از پاریس تا اسکاتلند را روایت می‌کند.